# Liste der mexikanischen Botschafter in Ägypten
Dies ist eine Liste der mexikanischen Botschafter in Ägypten.

## Missionschefs
| Ernennung Akkreditierung | Name                                 | Bemerkungen     | ernannt von                   | akkreditiert bei der Regierung | Posten verlassen |
| ------------------------ | ------------------------------------ | --------------- | ----------------------------- | ------------------------------ | ---------------- |
| 1959                     | Alejandro Carrillo Marcor            |                 | Adolfo López Mateos           | Gamal Abdel Nasser             | 1962             |
| 1962                     | Jorge Castañeda y Álvarez de la Rosa |                 | Adolfo López Mateos           | Gamal Abdel Nasser             | 1965             |
| 1965                     | Eduardo Espinosa y Prieto            |                 | Gustavo Díaz Ordaz            | Gamal Abdel Nasser             | 1966             |
| 1966                     | Manuel de Aráoz Herrasti             |                 | Gustavo Díaz Ordaz            | Gamal Abdel Nasser             | 1972             |
| 1972                     | Celso Humberto Delgado Ramírez       |                 | Luis Echeverría Álvarez       | Anwar as-Sadat                 | 1973             |
| 1974                     | Roberto de Rosenzweig-Díaz Azmitia   |                 | Luis Echeverría Álvarez       | Anwar as-Sadat                 | 1976             |
| 1976                     | Alfonso Herrera-Salcedo González     |                 | José López Portillo           | Anwar as-Sadat                 | 1977             |
| 1977                     | Eusebio Antonio de Icaza González    |                 | José López Portillo           | Anwar as-Sadat                 | 1980             |
| 1980                     | Armando Cantú Medina                 |                 | José López Portillo           | Anwar as-Sadat                 | 1983             |
| 1983                     | Jorge Palacios Treviño               |                 | Miguel de la Madrid Hurtado   | Muhammad Husni Mubarak         | 1988             |
| 1988                     | Graciela de la Lama Gómez            |                 | Carlos Salinas de Gortari     | Muhammad Husni Mubarak         | 1992             |
| 1992                     | Jesús Cabrera Muñoz-Ledo             |                 | Carlos Salinas de Gortari     | Muhammad Husni Mubarak         | 1994             |
| 1994                     | Carlos Fuentes Cáceres               | Geschäftsträger | Ernesto Zedillo Ponce de León | Muhammad Husni Mubarak         | 1995             |
| 1995                     | Héctor Cárdenas Rodríguez            |                 | Ernesto Zedillo Ponce de León | Muhammad Husni Mubarak         |                  |
| 2001                     | Miguel Ángel Orozco Deza             |                 | Vicente Fox Quesada           | Muhammad Husni Mubarak         |                  |
| 2006                     | Jaime Virgilio Nualart Sánchez       |                 | Vicente Fox Quesada           | Muhammad Husni Mubarak         | 31. Juli 2009    |
| 30. August 2009          | María Carmen Oñate Muñoz             |                 | Felipe Calderón               | Muhammad Husni Mubarak         |                  |
| 25. April 2013           | Jorge Álvarez Fuentes                |                 | Enrique Peña Nieto            | Adli Mansur                    |                  |
| 21. April 2016           | José Octavio Tripp Villanueva        |                 | Enrique Peña Nieto            | Abd al-Fattah as-Sisi          |                  |